# Jens Danielsen
Karl Jens Thomas Danielsen (* 21. Mai 1959 in Nuuk) ist ein grönländischer Politiker (Siumut).

## Leben
Jens Danielsen wurde in Grönlands Hauptstadt geboren, zog aber als kleiner Junge nach Savissivik und später nach Moriusaq und wurde als Fischer und Jäger erzogen. Er spricht daher auch Inuktun. 1992 reiste er gemeinsam mit Jens Jørgen „Ono“ Fleischer mit dem Hundeschlitten von Qaanaaq bzw. Qausuittuq nach Utqiaġvik, woraus ein Film entstand. Hierfür wurden beide im nächsten Jahr mit dem grönländischen Kulturpreis ausgezeichnet. Anlässlich des Klimagipfels in Paris 2015 war er gemeinsam mit Mamarut Kristiansen vor Ort, sprach dort und fuhr zur Demonstration mit einem Hundeschlitten – mangels Schnee mit angebauten Rädern.
Jens Danielsen sammelte erstmals politische Erfahrung, als er bei der Kommunalwahl 1989 in den Rat der Gemeinde Qaanaaq gewählt wurde. Bei der Parlamentswahl 1995 trat er als Zweiter Stellvertreter von Hans Karlsen an. Bei der Parlamentswahl 2002 kandidierte er erstmals selbst, wo er mit 58 Stimmen keinen Parlamentssitz erzielen konnte. Bei der Kommunalwahl 2005 erzielte er die meisten Stimmen aller Kandidaten in der Gemeinde Qaanaaq, Allerdings wurde er erst 2007 Bürgermeister, nachdem Bürgermeisterin Johanne Nielsen zurückgetreten war. Bei der Parlamentswahl 2005 erhielt er 54 Stimmen und verpasste erneut den Parlamentseinzug. Er saß dank 101 Stimmen ab 2009 im ersten Rat der neugebildeten Qaasuitsup Kommunia. 2009 erhielt er 66 Stimmen und konnte so erneut keinen Sitz im Parlament erlangen. Bei der Kommunalwahl 2013 gelang ihm dafür mit 110 Stimmen erneut der Einzug in den Kommunalrat. Den verpasste er jedoch 2017, wo er nur 57 Stimmen erreichte. Er kandidierte jedoch bei der Parlamentswahl 2018 zum ersten Mal seit neun Jahren wieder und gelangte mit 154 auf den zweiten Nachrückerplatz der Siumut, von dem aus er erstmals ins Inatsisartut gelangen konnte, da vier Siumut-Mitglieder ins Naalakkersuisut berufen wurden. Wegen Kabinettsumbildungen schied er im Januar 2019 mit der Rückkehr von Hermann Berthelsen aus dem krankheitsbedingten Urlaub aus dem Parlament aus. Im April 2019 kehrte er jedoch wegen erneuter Regierungsumbildungen zurück und blieb bis zum Ende der Legislaturperiode Parlamentsmitglied. Bei der Wahl 2021 trat er nicht mehr an und beendete seine politische Karriere.